# Юрганов, Андрей Львович
Андре́й Льво́вич Юрга́нов (род. 4 апреля 1959) — советский и российский историк, доктор исторических наук (1999), профессор, заведующий кафедрой истории России средневековья и нового времени факультета архивного дела Историко-архивного института Российского государственного гуманитарного университета.

## Биография
Окончил Московский государственный педагогический институт им. В. И. Ленина, ученик В. Б. Кобрина. Кандидатская диссертация «Политическая борьба в годы правления Елены Глинской (1533—1538)» (1987), докторская диссертация «Самосознание средневековой Руси: категории культуры» (1999).
С 1994 года — доцент, с 1997 года — профессор кафедры отечественной истории древнего мира и средних веков факультета архивного дела Историко-архивного института РГГУ (с 2007 года — кафедра истории России средневековья и раннего нового времени, с 2013 года — кафедра истории России средневековья и нового времени). С 2010 года — заведующий кафедрой. 
Автор около 200 публикаций, в том числе школьных учебников по истории России (в соавторстве с Л. А. Кацвой) и статей по вопросам религиозной истории.

## Основные работы

### Монографии
- Категории русской средневековой культуры. — М.: МИРОС, 1998 (2-е изд. СПб., 2009);
- Опыт исторической феноменологии: трудный путь к очевидности. — М.: РГГУ, 2003 (в соавт. с А. В. Каравашкиным);
- Регион Докса. Источниковедение культуры. — М.: РГГУ, 2005 (в соавт. с А. В. Каравашкиным);
- Убить беса. Путь от Средневековья к Новому времени. — М.: РГГУ, 2006;
- Русское национальное государство. Жизненный мир историков эпохи сталинизма. — М.: РГГУ, 2011;
- Культурная история России. Век двадцатый. Статьи и публикации разных лет. — М.; СПб., 2018;
- Ренессанс личности в судьбе русского модернизма. — М.; СПб., 2018;
- Культ Ошибки. Теоретический фронт и Сталин (середина 20-х — начало 30-х гг. XX в.). — М.—СПб.: Центр гуманитарных инициатив, 2020. — 232 с.
- В кривом зеркале сатиры. Культ вождя партии большевиков и официальная сатира в середине 20-х — начале 30-х годов. — М.; СПб.: Центр гуманитарных инициатив, 2022. — 496 с.
- Советская литература и Сталин (20-е — начало 30-х годов). — СПб.: Центр гуманитарных инициатив, 2024. — 298 с.

### Учебные пособия
- История России VIII—XV вв. — М., 1993 (3-е изд. 1998; в соавт. с Л. А. Кацвой);
- История России XVI—XVIII вв. — М., 1994 (3-е изд. 1998; в соавт. с Л. А. Кацвой).

### Некоторые статьи
- У истоков деспотизма // Знание — сила. — 1989. — № 8 (в переработанном виде — в кн. История Отечества: люди, идеи, решения. Очерки истории России IX — начала XX вв. / сост. С. В. Мироненко. — М.: Политиздат, 1991).
- Становление деспотического самодержавия в средневековой Руси (к постановке проблемы) // История СССР. — 1991. — № 4. — С. 54—64 (в соавт. с В. Б. Кобриным).
- Удельно-вотчинная система и традиция наследования власти и собственности в средневековой России // Отечественная история. — 1996. — № 3. — С. 93—114.
- Опричнина и страшный суд // Отечественная история. — 1997. — № 3. — С. 52—75.
- Символы Русского государства и средневековое сознание // Вопросы истории. — 1997. — № 8.
- Вера христианская и правда // Россия — XXI век. — 1997. — № 11/12. — С. 78—112; 1998. — № 1/2. — С. 94—124.
- «Правда» и «вера» русского средневековья // Одиссей. Человек в истории. — М., 1998. — С. 144—170 (в соавт. с И. Н. Данилевским).
- Из истории табуированной лексики. Что такое «блядь» и кто такой «блядин сын» в культуре русского средневековья // Одиссей. Человек в истории. — М., 2000. — С. 194—206.
- Опыт исторической феноменологии // Вопросы истории. — 2001. — № 9. — С. 10—35.
- Историческая феноменология и изучение истории России // «Общественные науки и современность». — 2003. — № 6. — С. 90—102 (в соавт. с А. В. Каравашкиным).